# 3833 Calingasta
A 3833 Calingasta (ideiglenes jelöléssel 1971 SC) egy marsközeli kisbolygó. J. Gibson,  Carlos Ulrrico Cesco fedezte fel 1971. szeptember 27-én.